# Tausend kleine Himmel
Tausend kleine Himmel ist das dritte Studioalbum der deutschen Sängerin Stefanie Hertel, das im Mai 1993 erschien.

## Entstehung und Veröffentlichung
Die Erstveröffentlichung von Tausend kleine Himmel erfolgte am 25. Mai 1993 bei Montana Records. Das Album erschien in seiner Originalausführung als CD mit zwölf Titeln (Katalognummer: 4509-92490-2). Das Frontcover zeigt Hertel in Anlehnung an den auf dem Album enthaltenen Titel Lasst die weißen Tauben fliegen mit einer weißen Taube in ihrer linken Hand.
Geschrieben und produziert wurden alle Lieder von Erich Ließmann (Jean Frankfurter). Beim Schreibprozess bekam Frankfurter bei acht Liedern Unterstützung durch Irma Holder. Das Lied Camping schrieb er zusammen mit Günther Behrle.
Als Gastsänger auf dem Album ist Eberhard Hertel vertreten, der Vater von Stefanie Hertel, mit dem sie das Lied Und ich liebe diese Erde aufnahm.

## Titelliste
Der Titel Der kleine Prinz vom andern Stern ist eine Reminiszenz an eine Textpassage von Kleine Taschenlampe brenn’ des Musikers Markus.
| Nr. | Titel                                          | Autor(en)                        | Produzent(en)    | Länge |
| --- | ---------------------------------------------- | -------------------------------- | ---------------- | ----- |
| 1.  | Tausend kleine Himmel                          | Jean Frankfurter, Irma Holder    | Jean Frankfurter | 3:24  |
| 2.  | Nicht jeder kann ein Mozart sein               | Jean Frankfurter, Irma Holder    | Jean Frankfurter | 3:42  |
| 3.  | Und ich liebe diese Erde (mit Eberhard Hertel) | Jean Frankfurter, Irma Holder    | Jean Frankfurter | 2:57  |
| 4.  | Als noch das Sandmännchen kam                  | Jean Frankfurter                 | Jean Frankfurter | 3:17  |
| 5.  | Es war einmal ein Schwalbenkind                | Jean Frankfurter, Irma Holder    | Jean Frankfurter | 2:39  |
| 6.  | Singen macht die Herzen frei                   | Jean Frankfurter, Irma Holder    | Jean Frankfurter | 3:30  |
| 7.  | Lasst die weißen Tauben fliegen                | Jean Frankfurter, Irma Holder    | Jean Frankfurter | 3:12  |
| 8.  | Der kleine Prinz vom andern Stern              | Jean Frankfurter, Irma Holder    | Jean Frankfurter | 3:23  |
| 9.  | Wenn ich den ersten Walzer tanz                | Jean Frankfurter, Irma Holder    | Jean Frankfurter | 3:23  |
| 10. | Träume schlagen Purzelbäume                    | Jean Frankfurter                 | Jean Frankfurter | 2:29  |
| 11. | Camping                                        | Jean Frankfurter, Günther Behrle | Jean Frankfurter | 2:58  |
| 12. | Ich nehm ein bisschen Heimat mit               | Jean Frankfurter, Irma Holder    | Jean Frankfurter | 3:31  |

## Chartplatzierungen
Tausend kleine Himmel stieg am 19. Juli 1993 auf Rang 97 der deutschen Albumcharts ein. Seine beste Platzierung erreichte es mit Platz 81 in der Woche vom 2. August 1993. Das Album konnte sich insgesamt sechs Wochen in den Charts platzieren, letztmals auf Platz 91 in der Chartausgabe vom 6. September 1993.
| ChartsChartplatzierungen | Höchstplatzierung | Wochen |
| ------------------------ | ----------------- | ------ |
| Deutschland (GfK)        | 81 (6 Wo.)        | 6      |